# Neoleptoneta devia
Neoleptoneta devia là một loài nhện trong họ Leptonetidae.
Loài này thuộc chi Neoleptoneta. Neoleptoneta devia được Willis J. Gertsch miêu tả năm 1974.